# La Valentina (película de 1966)
La Valentina es una película de comedia y drama mexicana de 1966, escrita por José María Fernández Unsáin, dirigida por Rogelio A. González y protagonizada por María Félix y Lalo González "El Piporro". Esta película es una dramatización del corrido homónimo de la Revolución Mexicana. 

## Sinopsis
En los años de la revolución mexicana, Valentina, una mujer que pertenece a una familia de rebeldes, celebra su boda. Mientras esta en su luna de miel, los soldados del ejército federal atacan el pueblo y matan a su esposo apenas unas horas después de haber contraído nupcias. Mientras tanto Genovevo, un traficante y falluquero de armas, le vende balas y carabinas a unos generales del ejército quienes después lo encarcelan y condenan al fusilamiento debido a que el armamento que les vende es de maña calidad y no les sirve en batalla.
Así, mientras Valentina entierra a su marido, Genovevo enfrenta el paredón, donde un general decide salvarle a la vida al dispararle con balas de salva, con una condición: Genovevo debe raptar a una mujer de la que se encuentra profundamente enamorado el oficial, y es nada más y nada menos que la misma Valentina.
De este modo, Genovevo se pone en marcha para cumplir con la encomienda. Al llegar al pueblo avisa que es un falluquero, para que de esta forma la familia de valentina se interese en comprarle armamento. Una vez que logra esto último, convence a Valentina y sus hermanos de ir a una bodega donde tiene guardada toda la pólvora, balas y rifles. Al llegar, el traficante hace que los hermanos de Valentina queden atrapados en una trampa y se lleva a la mujer raptada en un par de caballos.
Cuando los hermanos logran soltarse ponen sobre aviso a su padre, quien decide reunir a sus hombres para ir tras su hija y el malhechor. Mientras tanto Genovevo sufre lo indeseable por intentar mantener controlada a Valentina, quién debido a su carácter intenta aprovechar cualquier oportunidad para intentar escapar de las manos de su secuestrador.
Cuando llegan a un pueblo que esta ocupado por un regimiento del ejército, ambos deben tener cuidado de que su identidad no sea descubierta, ella debido a que es una rebelde conocido y él porque se cree ya está muerto. Es así, que tras disfrazarse de indios y cantar una canción a un grupo de soldados logran salir bien librados, no sin antes tener que enfrentar a un par de oficiales para salir a todo galope del lugar. No obstante, los hermanos y el padre de Valentina ya les han dado alcance y alcanzan a dispararle a Genovevo que cae herido de su caballo. Valentina no sabe que es su familia la que viene detrás y decide ayudar al falluquero, llevándoselo en su caballo.
Esa noche, mientras se conocen con mayor profundidad Genovevo le confiesa que en realidad la ha raptado para un general del ejército que esta enamorado de ella, lo que provoca un total desconcierto en Valentina. Al llegar al pueblo donde supuestamente se encuentra el general Benítez, que es a quien Genovevo le debe entregar a Valentina, ambos protagonistas se llevarán una gran sorpresa, lo que los llevará a enfrentar juntos a las fuerzas del ejército federal bajo el grito de libertad de la revolución. Finalmente, Genovevo volverá a raptar a Valentina, aunque esta vez bajo su consentimiento.

## Reparto
- María Félix como Valentina Zúñiga.
- Lalo González "El Piporro" como Genovevo Cruz García.
- José Elías Moreno como Don Juan Zúñiga.
- José Venegas «El Bronco» como Epigmenio Zúñiga.
- Raúl Meraz como Capitán Luis Benítez.
- Graciela Lara como Lupita.
- Carlos Agostí como marido de Valentina.
- Víctor Alcocer como coronel.
- Ricardo Carrión como sargento.
- Carlos León como Melitón Zúñiga.
- Juan Ferrara como soldado federal.
- Jorge Lavat como Erasmo.
- Víctor Sorel como Bedulo.
- Hugo Avendaño como revolucionario y cantante (actuación especial).
- Graziella Garza como Adelita, cantante (actuación especial).

## Producción
La película fue filmada a partir del 17 de mayo de 1965 en locaciones de Tlayacapan, Morelos, y en los Estudios San Ángel. Se estrenó el 10 de febrero de 1966 en los cines México y Mariscala durante siete semanas.

## Recepción
Cuando se estrenó La Valentina, fue criticada considerablemente. La revista Política: quince días de México y del mundo la calificó como «trágicamente estúpida y reveladora del nivel alucinante de nuestro cine comercial». Sin embargo y pese a las críticas, los dos actores protagonistas aprobaron la realización de la película. En una entrevista que le hicieron durante la filmación de la película, María Félix dijo: «No quiero hacer películas que la gente no va a entender. No veo ninguna razón para ello. Quiero que la gente se entretenga».